# Das Wikipedia Versprechen – 20 Jahre Wissen für alle?
Das Wikipedia Versprechen – 20 Jahre Wissen für alle? ist ein deutscher Dokumentarfilm der Regisseure Lorenza Castella und Jascha Hannover aus dem Jahr 2021 für den WDR in Zusammenarbeit mit arte.

## Handlung
Der Film wirft einen Blick auf die zwanzigjährige Geschichte der Wikipedia. Gezeigt wird die Entwicklung vom Vorläufer Nupedia über den Start des Projektes im Jahr 2001 bis hin zum Jahr 2020, in dem Wikipedia sich mit über 50 Millionen Artikeln in vielen Sprachen zur mit Abstand größten Enzyklopädie aller Zeiten entwickelt hat.
Zu Wort kommen neben den Gründern Jimmy Wales und Larry Sanger auch Autoren und Autorinnen aus Deutschland, Frankreich, Ghana, Südafrika, den Vereinigten Staaten und weiteren Ländern.
Thematisiert werden sowohl Erfolge wie auch kritische Aspekte des Projektes, unter anderem die Einflussnahme durch Politiker, Staaten und Unternehmen, oder die Unter-Repräsentanz von Frauenbiografien und Themen aus Afrika oder Asien im Artikelbestand.
Gegen Ende des Filmes wird ein südafrikanischer Wikipedianer mit der Muttersprache Xitsonga vorgestellt, der darüber enttäuscht war, dass es bei seinem ersten Kontakt in der xitsongasprachigen Wikipedia lediglich um die achtzig Artikel gab. Erweitern und bearbeiten könne er sie nicht ohne weiteres, da die Wikipedia schriftliche, verifizierbare Quellen erfordert, seine Kultur aber hauptsächlich anhand der mündlichen Weitergabe von Geschichten, Legenden und Mythen über Generationen Informationen weitergegeben würde. Die schriftlich festgehaltenen, belegbaren Informationen würden hauptsächlich von „kolonialistischen, weißen Europäern“ festgehalten und teilweise deutlich von den Ansichten und Informationen der betroffenen Ethnie abweichen. Nicht alle Informationen der Menschheit würden als verifizierbare, schriftlich festgehaltene Information, sondern vieles auch in Form von mündlicher Überlieferung weitergegeben, was die Wikipedia auf Grund ihrer Qualitätskriterien mit der Pflicht zur Belegbarkeit daher nicht abbilden könne. Es wird im weiteren Verlauf des Filmes diskutiert, ob eine weitere Neuerung der Wikipedia notwendig sei, die das Festhalten von Informationen aus mündlicher Überlieferung ebenfalls möglich mache. In diesem Kontext wird auch erörtert, ob die bisherige Konzeption von Wissen (Verifizierbarkeit und schriftlicher Aufzeichnung) eurozentristisch sei, und falls ja, ob eine Wikipedia, die ausschließlich auf den schriftlichen, verifizierbaren Informationen aufbaut, als „neutral“ bezeichnet werden könne, oder lediglich eine westliche, eurozentristische Sicht widerspiegle.
Es finden sich auch einige Ausschnitte aus der Sendung Neo Magazin Royale von Jan Böhmermann wieder.

## Produktion und Veröffentlichung
Der Film ist eine Produktion der Florianfilm GmbH im Auftrag des WDR und in Zusammenarbeit mit arte.
Die Erstausstrahlung im deutschen Free-TV erfolgte am 5. Januar 2021 um 23:50 Uhr bei arte. In der arte-Mediathek war der Film bereits zwei Tage zuvor abrufbar.

## Rezeption
In seiner Kritik für den Deutschlandfunk Kultur bezeichnete Matthias Dell den Film als guten Überblick über die Geschichte des Projektes, der versuche, vieles „abzuwägen und zu verobjektivieren“; darüber hinaus bleibe der Film leider nur im Ungefähren und funktioniere „wie ein durchschnittlicher Wikipedia-Eintrag“. Die Diskussion über Standards der Wissensproduktion sei der stärkste Teil des Films: „Wenn es etwa darum geht, wie westliche Standards der Wissensproduktion und -distribution in Teilen der Welt gelten sollen, die nicht westlich geprägt sind und stärker durch die mündliche Weitergabe von Wissen geprägt sind. Oder wieso Relevanz in Ghana davon abhängen soll, was US-amerikanische Publikationen abbilden.“ Wie objektiv Wissen sein könne, was Standards seien für Relevanz in einer globalen Perspektive oder welche Rolle die Wikipedia in der medialen Plattformökonomie spielen könnte, zu solchen Fragen sei der Film kein anregender Beitrag. Manche „Jubelcollagen“ hinterließen bei Dell gar den Eindruck, es handele sich um einen „Werbefilm“ für die Wikipedia.
In einer Rezension für die Tageszeitung Neues Deutschland schrieb Bahareh Ebrahimi, der Dokumentarfilm zeige die „Widersprüche eines einst utopischen Projektes“. Laut Ebrahimi sei „das einst radikale Lexikon, das eigentlich mit der traditionellen Wissenschaft nichts zu tun haben wollte, 20 Jahre nach seiner Gründung der traditionellen – westlichen – Wissenschaft sehr ähnlich“. Der Film stelle heraus, dass „sich die Wikipedia-Autor*innen nun Neue-Welt-Historiker*innen“ nennen, aber „fast dasselbe Problem der alten Geschichtsschreibenden“ hätten, nämlich global wirken zu wollen, „ohne global denken zu können“.